# Manuel Ureña Pastor
Manuel Ureña Pastor (Albaida, 4 marzo 1945) è un arcivescovo cattolico spagnolo, dal 12 novembre 2014 arcivescovo emerito di Saragozza.

## Biografia
Manuel Ureña Pastor è nato ad Albaida il 4 marzo 1945.

### Formazione e ministero sacerdotale
Ha completato gli studi primari in una scuola pubblica di Albaida. Nel settembre del 1959 è entrato nel seminario metropolitano di Moncada dove nel 1980 ha ottenuto la laurea in teologia. Dal 1968 al 1973 ha compiuto studi superiori in storia e geografia presso la Facoltà di filosofia e lettere dell'Università di Valencia. Nel 1973 ha conseguito la licenza in teologia presso la Facoltà di teologia della Pontificia Università di Salamanca con una tesi su "Il tema di Dio nel giovane Leibnitz".
Il 14 luglio 1973 è stato ordinato presbitero. In seguito è stato vicario parrocchiale della parrocchia di Nostra Signora di Olivar ad Alaquàs e insegnante di teologia pastorale, teologia fondamentale e teologia della fede presso la Facoltà teologica "San Vicente Ferrer" di Valencia fino al settembre del 1976, quando è stato inviato a Roma per studi. Nell'aprile del 1980 ha conseguito il dottorato in filosofia summa cum laude presso la Pontificia università "San Tommaso d'Aquino" con una tesi sul pensiero del filosofo neo-marxista tedesco Ernst Bloch dal titolo: "Ernst Bloch: un'interpretazione teleologica-immanente della realtà".
Tornato in patria è stato nominato direttore del Collegio "San Juan de Ribera" di Burjassot e professore di metafisica e storia della filosofia antica presso la Facoltà teologica "San Vicente Ferrer" di Valencia. Durante due semestri ha insegnato anche filosofia della religione e storia della filosofia medievale.

### Ministero episcopale
L'8 luglio 1988 papa Giovanni Paolo II lo ha nominato vescovo di Ibiza. Ha ricevuto l'ordinazione episcopale l'11 settembre successivo dall'arcivescovo Mario Tagliaferri, nunzio apostolico in Spagna, co-consacranti il cardinale Ángel Suquía Goicoechea, arcivescovo metropolita di Madrid, e l'arcivescovo metropolita di Valencia Miguel Roca Cabanellas.
Il 23 luglio 1991 lo stesso papa Giovanni Paolo II lo ha nominato primo vescovo di Alcalá de Henares. Nello stesso tempo ha prestato servizio anche come visitatore apostolico dei seminari maggiori delle province ecclesiastiche dell'Andalusia.
Il 1º luglio 1998 papa Giovanni Paolo II lo ha nominato vescovo di Cartagena. È stato anche gran cancelliere dell'Università Cattolica di Murcia.
Il 2 aprile 2005 ancora papa Giovanni Paolo II lo ha promosso arcivescovo metropolita di Saragozza. Ha preso possesso dell'arcidiocesi il 19 giugno successivo.
Il 15 gennaio 2011 è stato il primo vescovo spagnolo a celebrare la messa nella forma straordinaria del rito romano dopo la promulgazione del motu proprio Summorum Pontificum di papa Benedetto XVI.
Nel febbraio del 2014 ha compiuto la visita ad limina.
Il 12 novembre 2014 papa Francesco ha accettato la sua rinuncia al governo pastorale dell'arcidiocesi per motivi di salute.
In seno alla Conferenza episcopale spagnola è stato membro della commissione per l'insegnamento e la catechesi dal 1993 al 2011, membro della commissione permanente in rappresentanza della provincia ecclesiastica di Saragozza dal 2011 al 2014 e membro della commissione per la dottrina della fede.

## Opere
È uno specialista del pensiero di Ernst Bloch e autore di un importante studio sulla filosofia di questo pensatore: Ernst Bloch, ¿un futuro sin Dios?  (1986). Essa è l'estensione di un'opera precedente,  Ernst Bloch, una interpretación escatológica inmanente de la realidad (1984). Ha anche collaborato a due opere collettive: Hombre y Dios en la sociedad de fin de siglo (1994) e Deus caritas est : comentario y texto de la encíclica "Dios es amor" de Benedicto XVI (2006).
La sua ricerca filosofica ruota attorno al pensiero marxista e al pensiero postmoderno. In teologia, è stato influenzato dal pensiero dei teologi cattolici Karl Rahner e Hans Urs von Balthasar e, nella teologia protestante, ha acquisito molta familiarità con i teologi Karl Barth e Dietrich Bonhoeffer.

## Genealogia episcopale e successione apostolica
La genealogia episcopale è:
- Cardinale Scipione Rebiba
- Cardinale Giulio Antonio Santori
- Cardinale Girolamo Bernerio, O.P.
- Arcivescovo Galeazzo Sanvitale
- Cardinale Ludovico Ludovisi
- Cardinale Luigi Caetani
- Cardinale Ulderico Carpegna
- Cardinale Paluzzo Paluzzi Altieri degli Albertoni
- Papa Benedetto XIII
- Papa Benedetto XIV
- Papa Clemente XIII
- Cardinale Giovanni Francesco Albani
- Cardinale Carlo Rezzonico
- Cardinale Antonio Dugnani
- Arcivescovo Jean-Charles de Coucy
- Cardinale Gustave-Maximilien-Juste de Croÿ-Solre
- Vescovo Charles-Auguste-Marie-Joseph Forbin-Janson
- Cardinale François-Auguste-Ferdinand Donnet
- Vescovo Charles-Emile Freppel
- Cardinale Louis-Henri-Joseph Luçon
- Cardinale Charles-Henri-Joseph Binet
- Cardinale Maurice Feltin
- Cardinale Jean-Marie Villot
- Arcivescovo Mario Tagliaferri
- Arcivescovo Manuel Ureña Pastor

La successione apostolica è:
- Vescovo Julián Ruiz Martorell (2011)